# 加州州立大學洛杉磯分校站
加州州立大學洛杉磯分校站（英語：Cal State Los Angeles station）是南加州都会铁道圣贝纳迪诺线的一个火车站，以及洛杉矶快速公交银线等其它公交车的公交专用道站台。

## 车站布局
车站紧靠10号州际公路和洛杉矶加利福尼亚州立大学。圣贝纳迪诺线的车站轨道为单线，用于两个方向的铁路服务；银线位于10号州际公路两侧的平台两个方向的站台之间由升降机以及天桥连接。
该站西边公交专用车道将“交叉”（西行线到南边而东行先靠北），并将这样下去直到联合车站。

## 车站图片

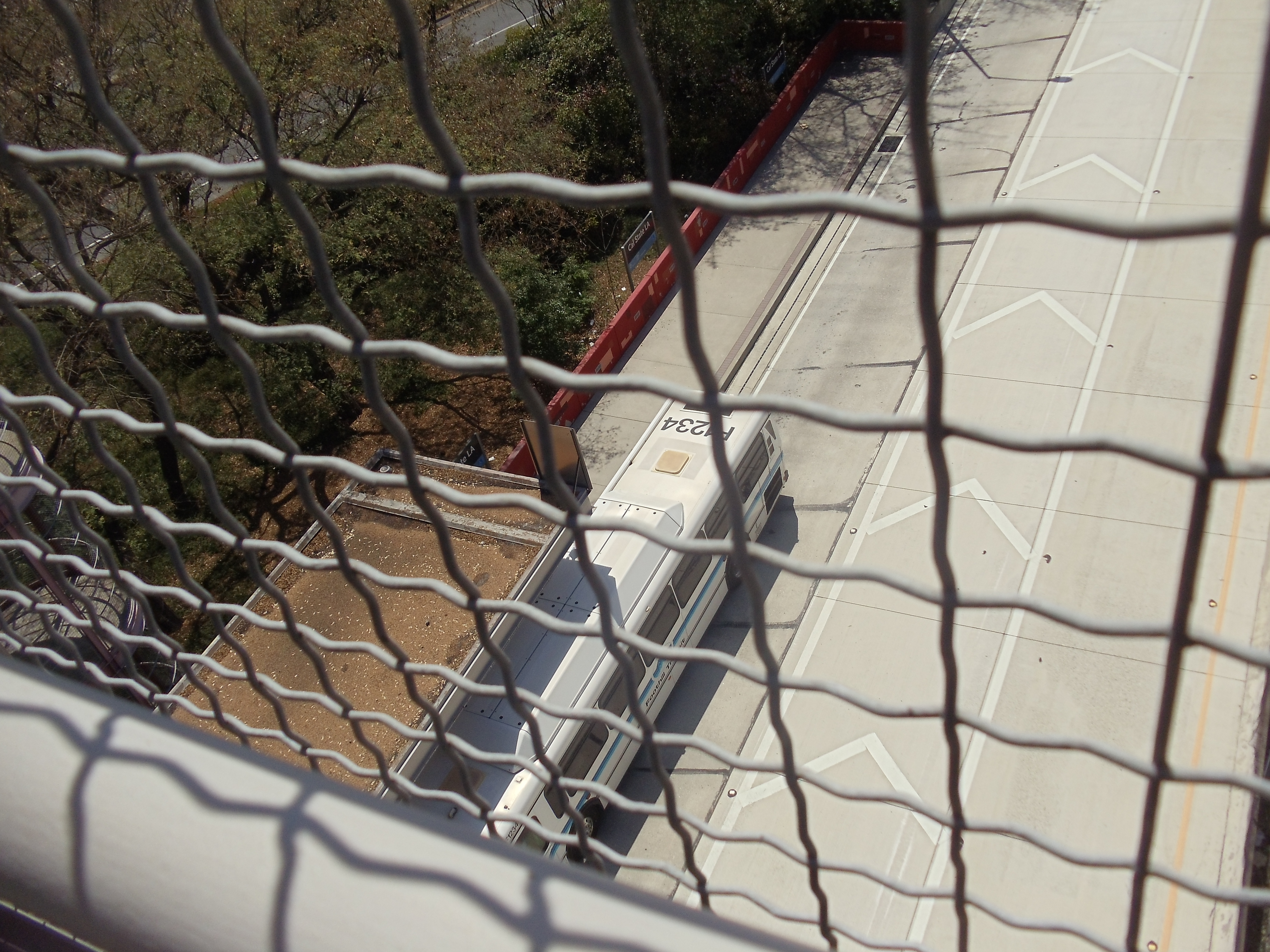
东行站台
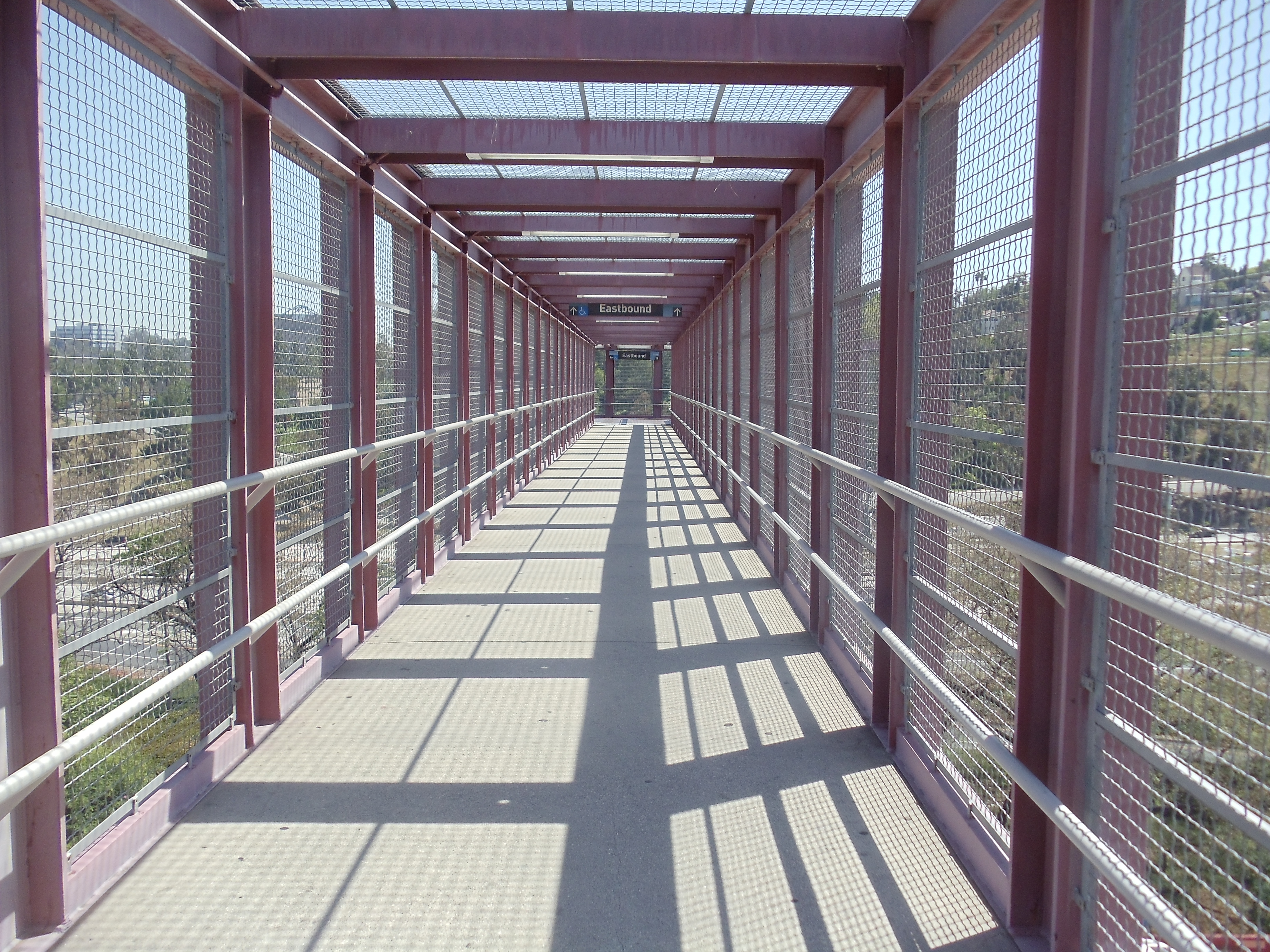
本站连接东西站台的天桥